# Menselijke chromosomen

Chromosomen van de mens

De chromosomen van de mens kunnen worden ingedeeld in 24 soorten: 22 soorten autosomen (van groot naar klein genummerd van 1 t/m 22) en twee soorten geslachtschromosomen, het X-chromosoom en het Y-chromosoom. De diploïde cellen (alle cellen behalve de geslachtscellen) hebben twee chromosomen van elk soort autosoom, die een paar vormen. In termen van het genetische geslacht heeft een man verder een X- en een Y-chromosoom, en een vrouw twee X-chromosomen; deze vormen ook een paar (respectievelijk dus van verschillende en dezelfde soort). Samen zijn dat dus 23 paren, dus 46 chromosomen, van 23 of alle 24 soorten chromosomen. Per soort zijn er vele varianten, en het aantal combinaties is nog veel groter. Elke diploIde cel van een individu heeft, behoudens mutaties, dezelfde combinatie van chromosoomvarianten.
Van elk autosoomsoort is het ene chromosoom identiek aan een van de twee chromosomen van deze soort van de vader, en het andere identiek aan een van de twee chromosomen van deze soort van de moeder. Bij een man is het X-chromosoom identiek aan een van de twee X-chromosomen van de moeder, en het Y-chromosoom identiek aan het Y-chromosoom van de vader. Bij een vrouw is het ene X-chromosoom identiek aan het X-chromosoom van de vader, en het andere identiek aan een van de twee X-chromosomen van de moeder.
De set chromosomen in een cel heeft ruim 20.000 genen.

## Celdeling
Bij de celdeling verdubbelt ieder chromosoom zich en bestaat dan tijdelijk uit twee identieke chromatiden. De celkern bevat dan 92 chromatiden. Als de chromatiden van elkaar gescheiden zijn blijven er 92 dochterchromosomen over, die later verdeeld worden over twee dochtercellen, zodat elke cel weer 46 chromosomen heeft.

## Mutaties
Er zijn verschillende soorten mutaties, zoals puntmutaties (kleinschalige mutaties), segmentmutaties (grootschalige mutaties of chromosomale mutaties) en ploïdiemutaties of genoommutaties. Mutaties zijn verder te verdelen in enerzijds spontane of natuurlijke mutaties en anderzijds door de mens geïnitieerde (kunstmatige) mutaties. Oorzaken kunnen zijn straling, chemicaliën, experimentele handelingen, en virussen.

### Voorbeelden
Bij fouten in de celdeling van geslachtscellen (meiose) kunnen afwijkende aantallen chromosomen in cellen terechtkomen. Daardoor ontstaan nakomelingen die niet levensvatbaar zijn, afwijkingen vertonen en haast altijd onvruchtbaar zijn. Een extra chromosoom in de cel wordt trisomie genoemd, een chromosoom te weinig monosomie. Het bekendste voorbeeld van een chromosoomafwijking is trisomie-21 ofwel het syndroom van Down (mongolisme). Het komt ook voor dat een deel van een chromosoom te veel of te weinig aanwezig is: het 18q-syndroom is een chromosomale afwijking waarbij aan de langste arm van het 18e chromosoom een stukje ontbreekt.

### Geslachtschromosomen
In de lichaamscellen van een man bevinden zich een X- en een Y-chromosoom en in de lichaamscellen van een vrouw twee X-chromosomen, behoudens uitzonderingen, zie syndroom van Klinefelter.
Op het Y-chromosoom zit maar weinig erfelijke informatie. Het speelt echter wel een cruciale rol in de ontwikkeling van het embryo. Het Y-chromosoom zet aan tot de productie van mannelijke hormonen en zodoende tot de ontwikkeling van mannelijke geslachtskenmerken. 
Erfelijke afwijkingen die gekoppeld zijn aan het X-chromosoom komen bij mannen altijd tot uiting, aangezien voor het defecte gen geen goede tegenhanger in de cel aanwezig is. In welke mate de afwijking bij vrouwen tot uiting komt, hangt af van het type afwijking: indien de afwijking een dominant kenmerk is, dan komt het kenmerk of de ziekte altijd tot uiting. Is het kenmerk daarentegen een recessief kenmerk dan komt de afwijking alleen tot uiting indien de vrouw draagster is op beide X-chromosomen. Een bekend voorbeeld is rood-groenkleurenblindheid.

### Isochromosoom
Van een isochromosoom is sprake wanneer een chromosoom een van zijn armen is verloren en dit heeft vervangen door een exacte kopie van de andere arm. Deze afwijking in chromosomale structuur komt soms voor bij meisjes met het syndroom van Turner en in tumorcellen.